# Musée Enzo-Ferrari
Ne doit pas être confondu avec Musée Ferrari.
Le musée Enzo-Ferrari (en italien Museo Enzo Ferrari) est un musée de l'automobile du constructeur Ferrari fondé en 1996, situé dans le centre de Modène, sur le site de la maison natale d'Enzo Ferrari, en Émilie-Romagne (Italie), à 20 km au nord du Musée Ferrari et de l'usine Ferrari de Maranello.

## Historique

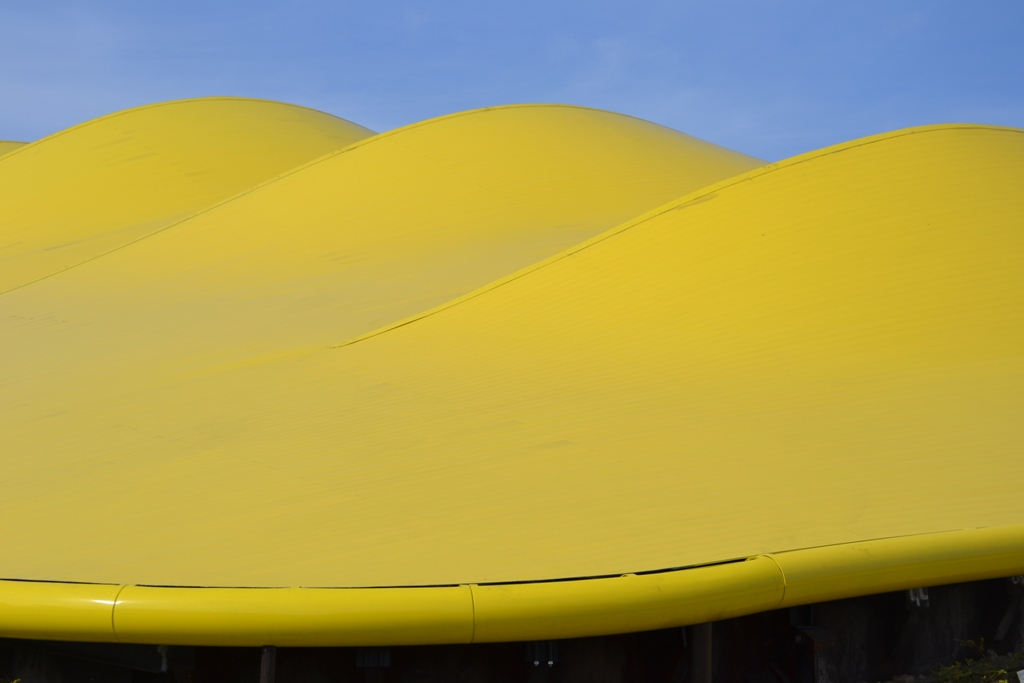
Revêtement extérieur du musée.

Le complexe de 5 200 m2 est construit entre 2009 et 2012 avec un budget de 18 millions d'euros, sur le site de la maison natale d'Enzo Ferrari (1898-1988), aux portes du centre historique de Modène, là où il a ouvert en 1929 sa première concession/atelier Alfa Romeo sous le nom de Scuderia Ferrari, à 500 mètres de l’usine Maserati.
Cette maison est un des symboles de l'histoire de Ferrari. Avec l'argent de la vente de la maison, Enzo Ferrari achète sa première voiture de course. Ce musée a pour vocation d'évoquer la personnalité, les origines et les débuts de la carrière d'Enzo Ferrari, fondateur de la légendaire Scuderia Ferrari et du mythe Ferrari.
Le musée est proche du musée Ferrari et de l'usine Ferrari de Maranello (à 20 km au sud), de l'Usine Maserati de Modène, du musée Lamborghini de Sant'Agata Bolognese (à 20 km à l'est), du musée Panini Maserati de Modène (à quelque km à l'ouest) et de l'usine Pagani de San Cesario sul Panaro (à 20 km au sud-est).

## Expositions
L’aire d’exposition est divisé en deux parties : 
- La maison de naissance ou naît Enzo Ferrari en 1898, espace aménagé en salle d’exposition moderne avec des présentations multimédias et de nombreuses voitures de l’histoire d’Enzo Ferrari.
- Un important bâtiment d'exposition, voisin de la maison natale, sous une coupole en aluminium jaune en forme de capot de voiture de l'architecte Jan Kaplický de l’agence Future Systems de Londres. Y sont exposés des voitures italiennes emblématiques en rapport avec la carrière de pilote d'Enzo Ferrari et des débuts de la Scuderia Ferrari, ainsi que de nombreux objets, documents, affiches, films...

Le musée propose des expositions temporaires avec par exemple depuis juin 2014, une exposition de Maserati pour l'occasion du centenaire de la marque.

## Galeries

Le musée
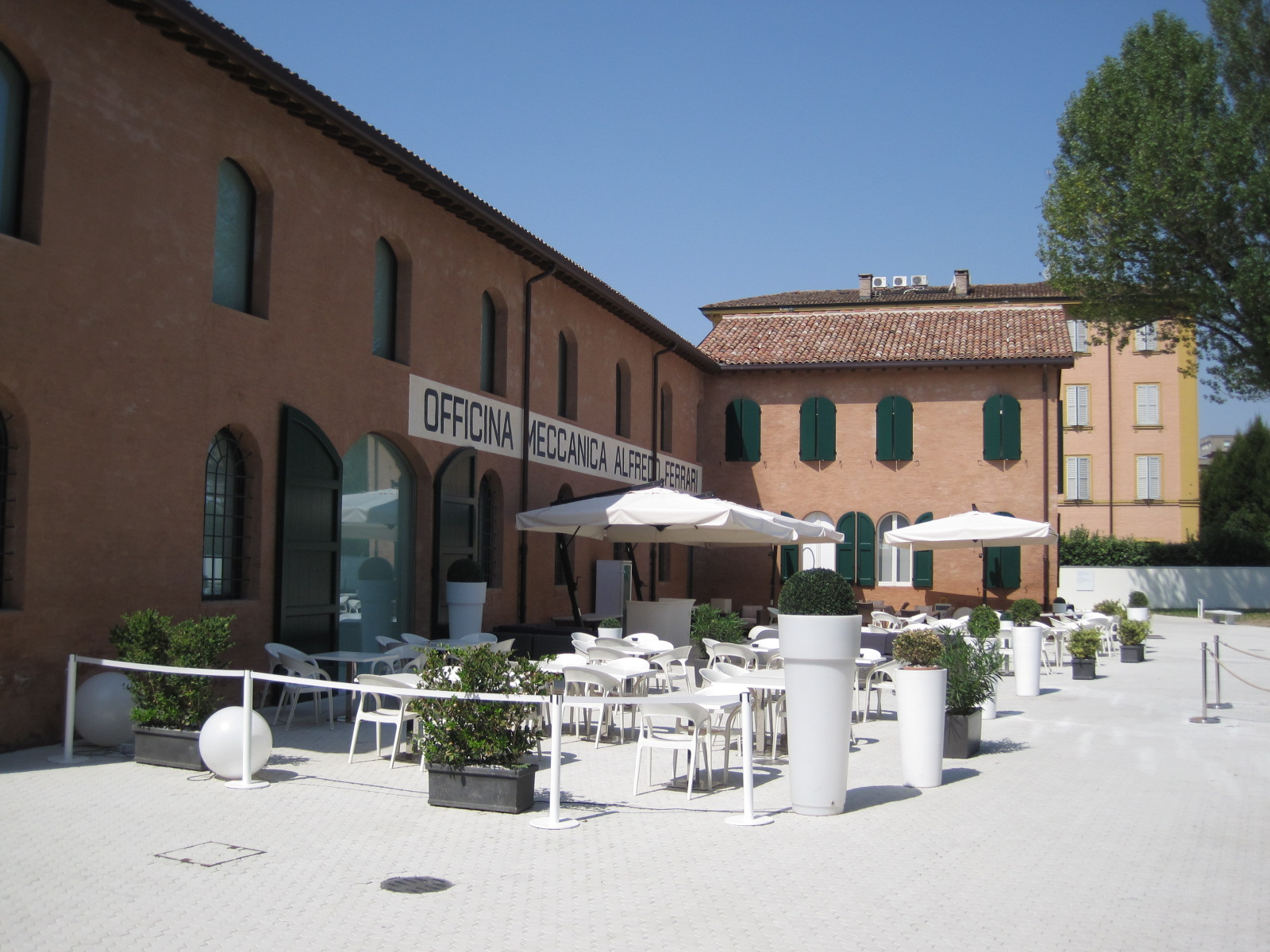
Maison natale d'Enzo Ferrari
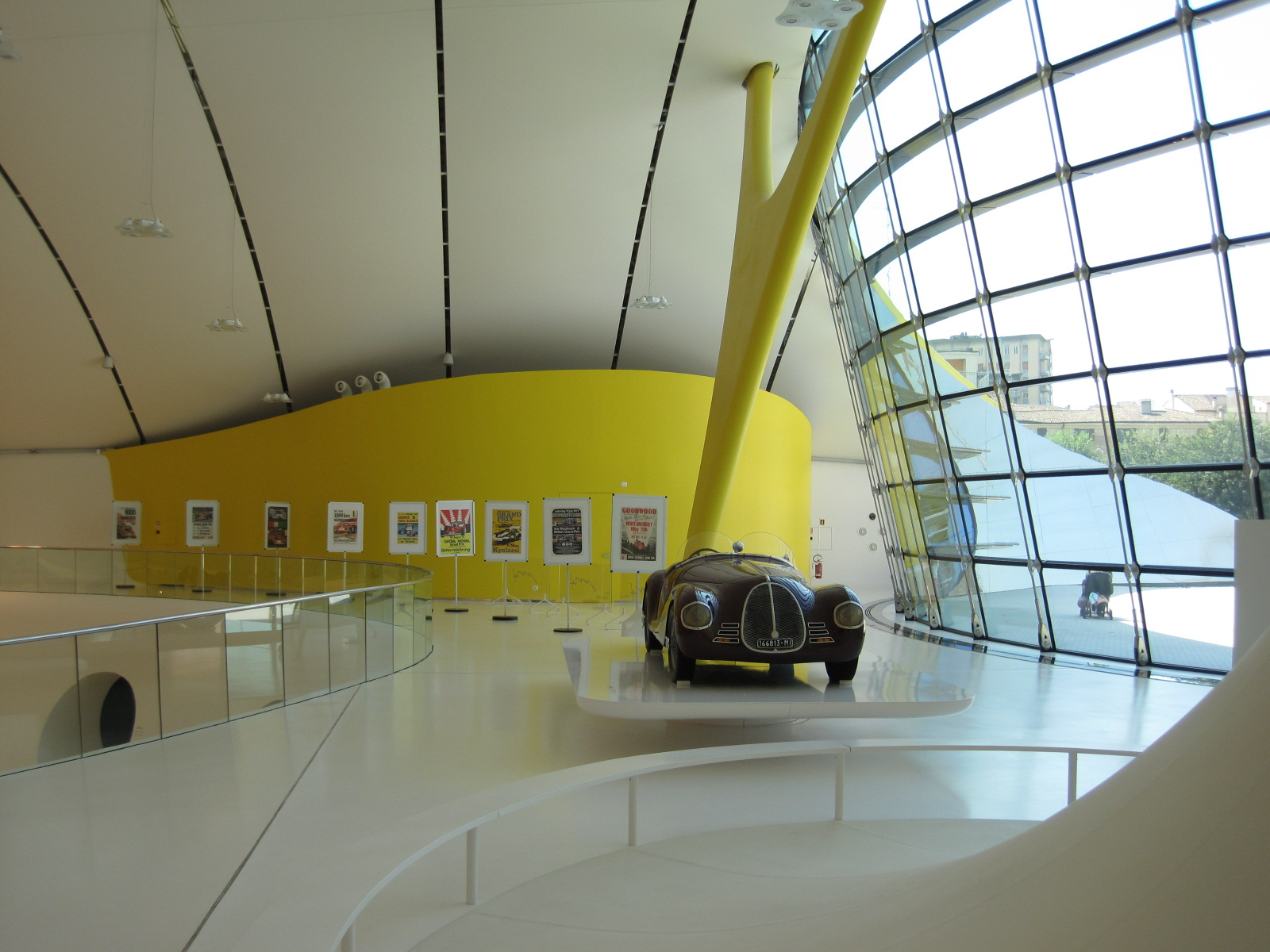
Une des deux Auto Avio Costruzioni 815
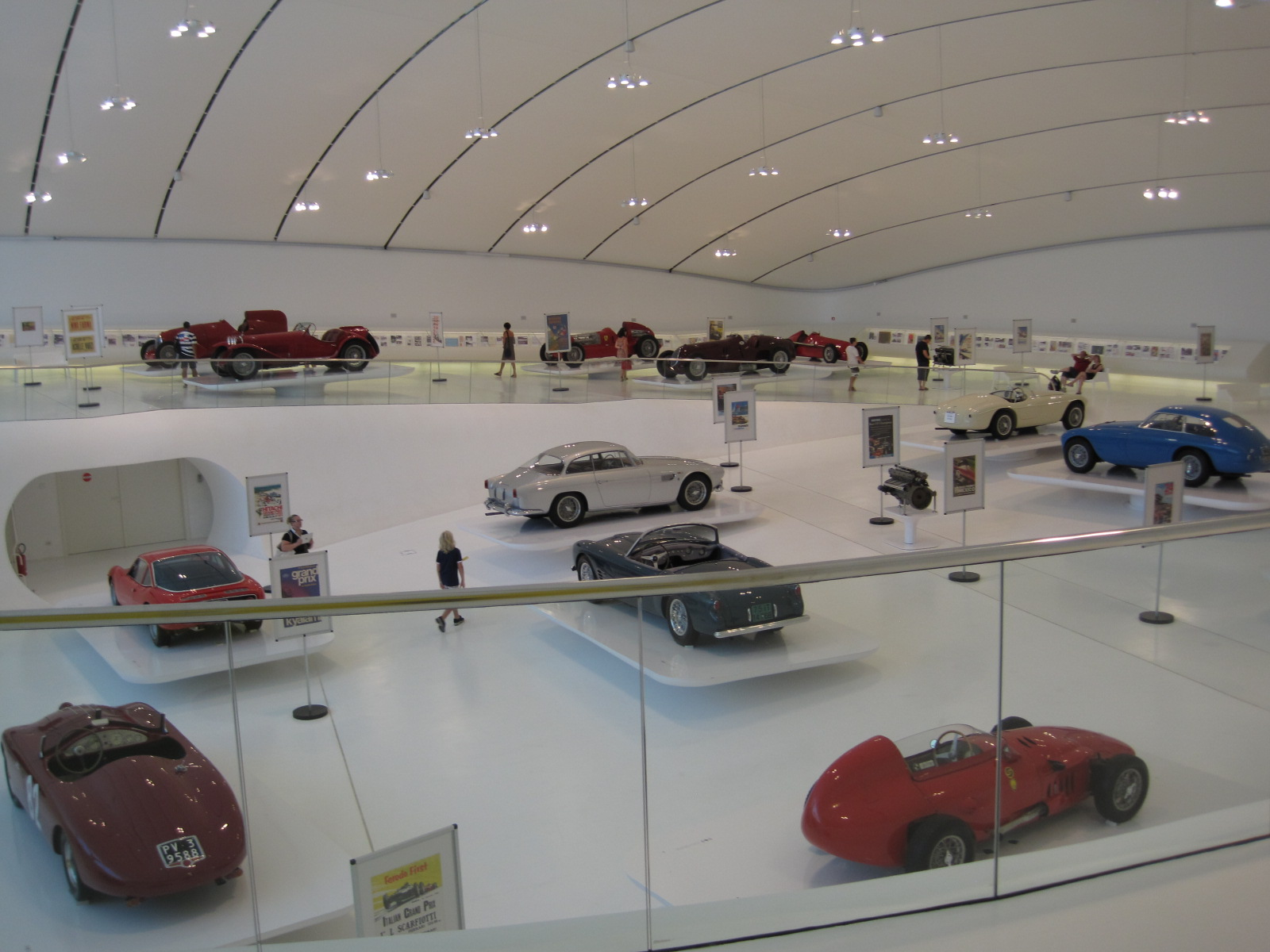
Grand hall principal
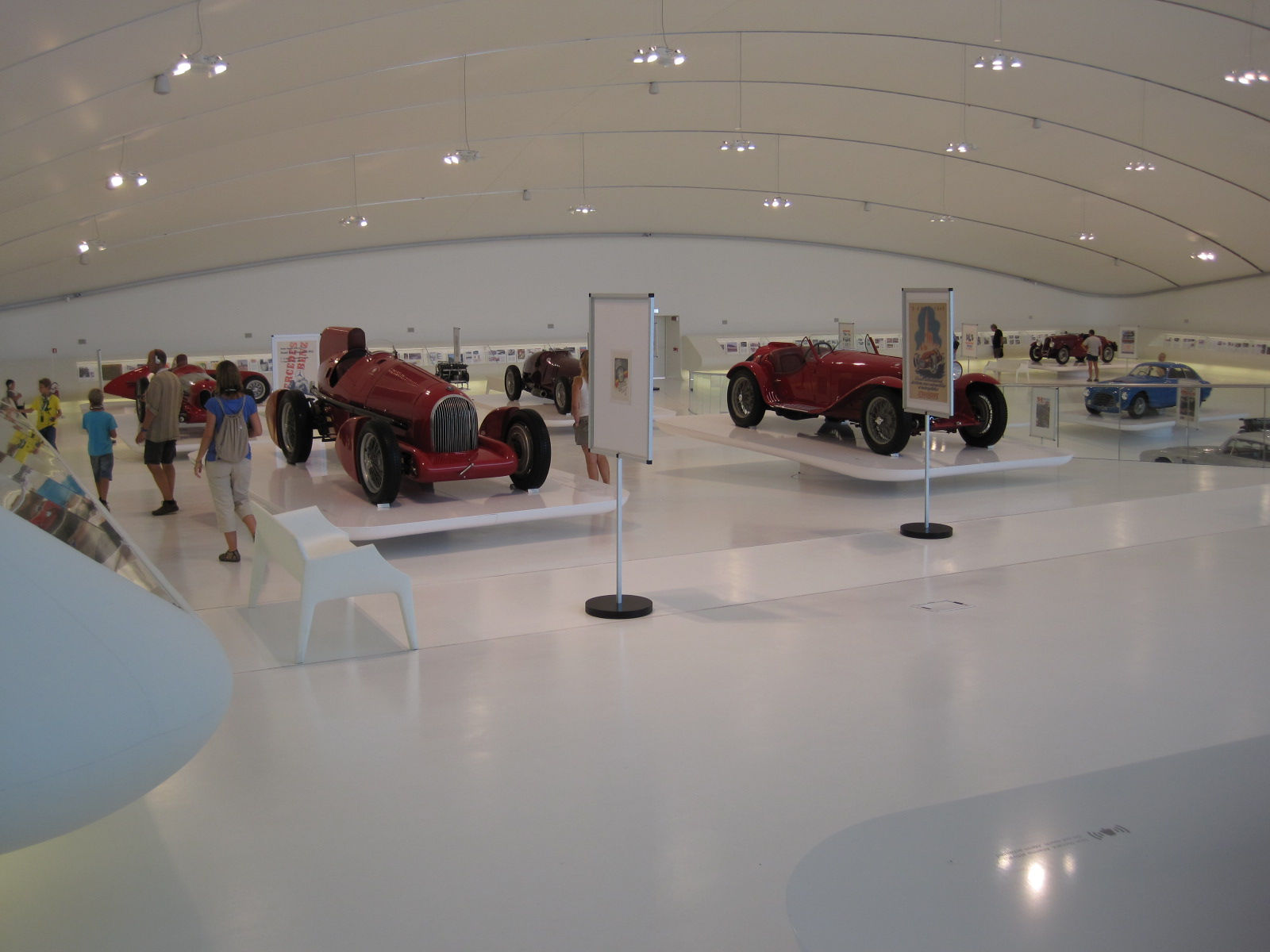
Deux Alfa Romeo P3, dont une Streamline

Quelques voitures exposées
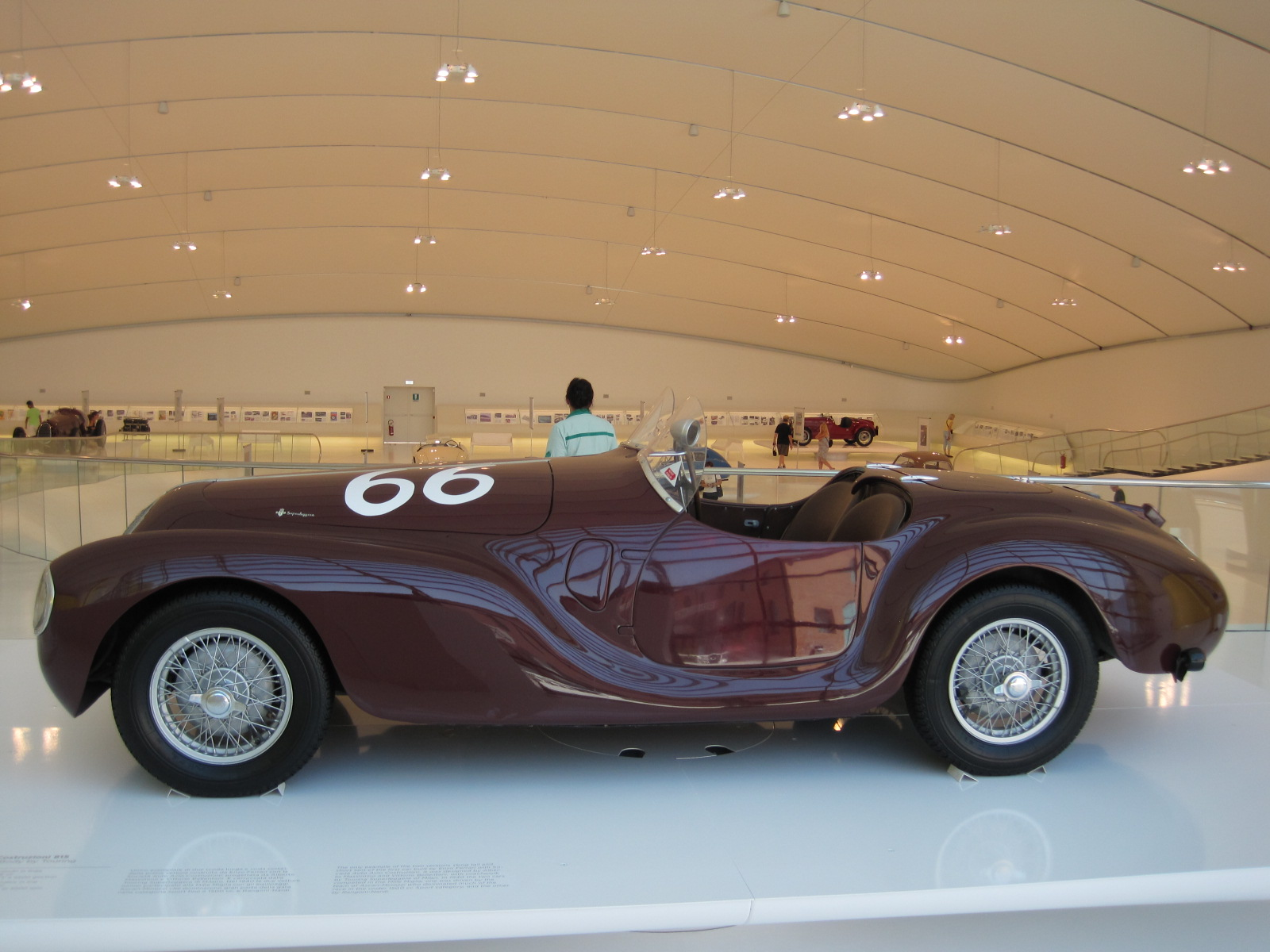
Auto Avio Costruzioni 815.
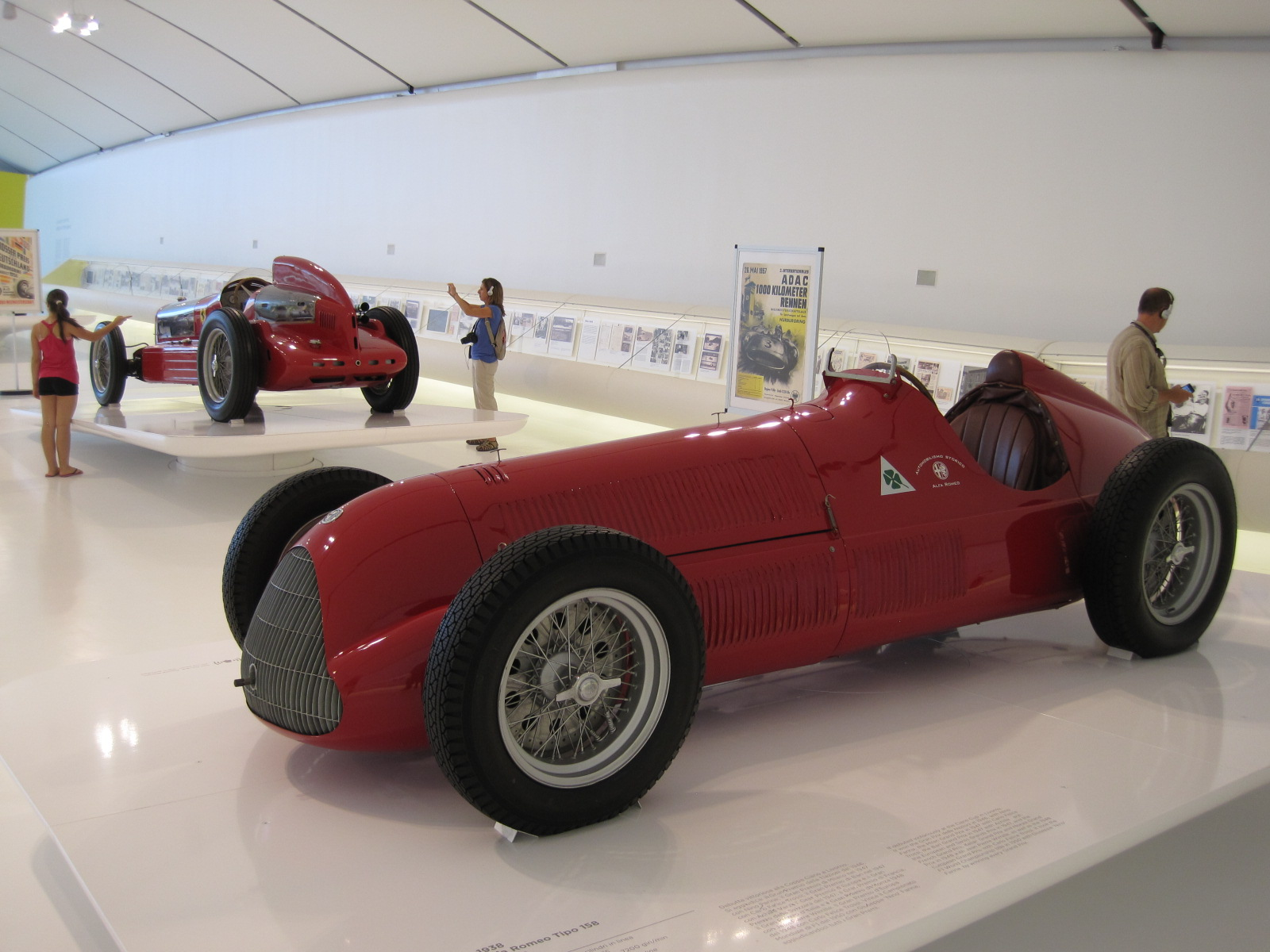
Alfa Romeo 158.
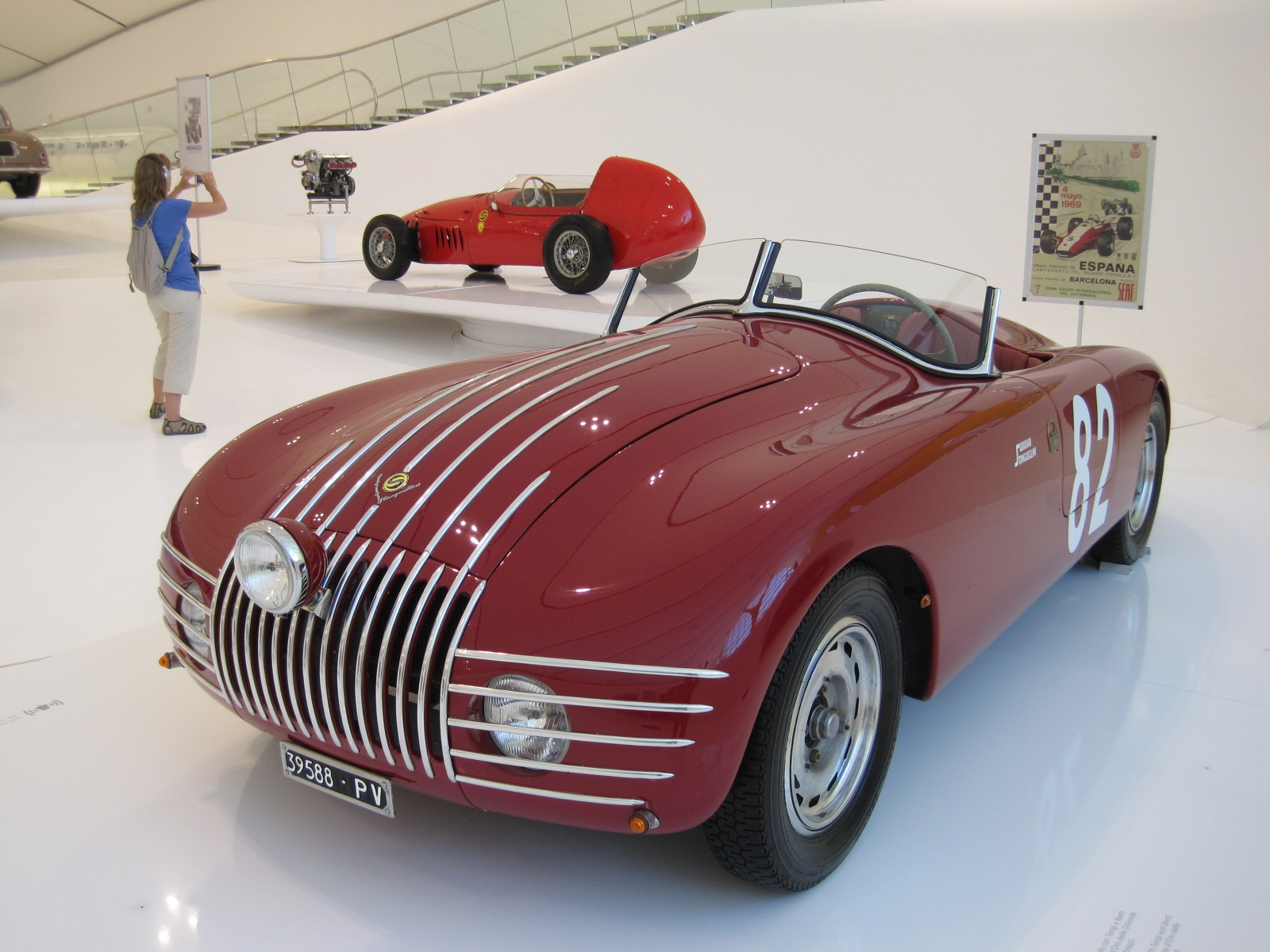
Stanguellini 1100.
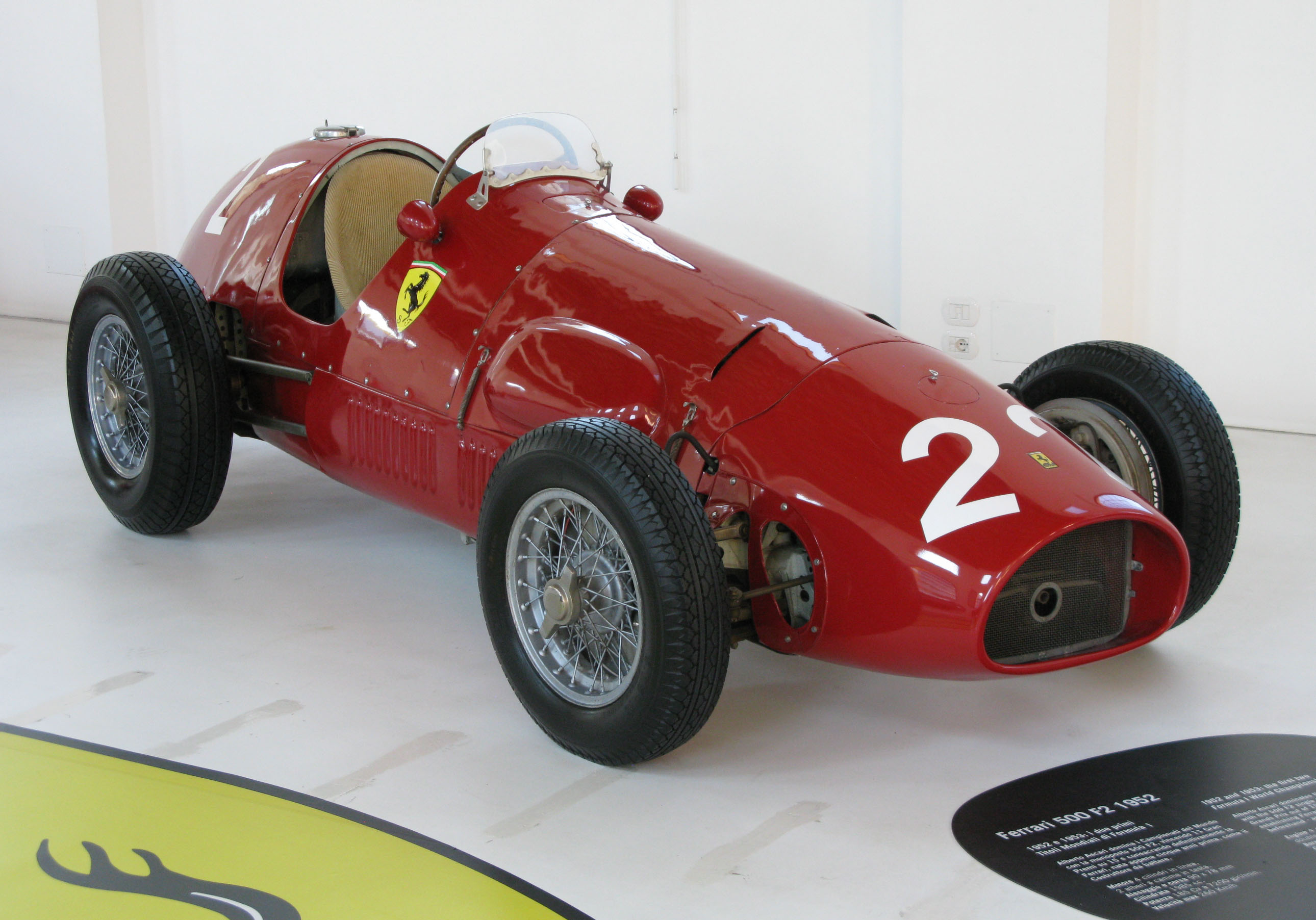
Ferrari 500 F2
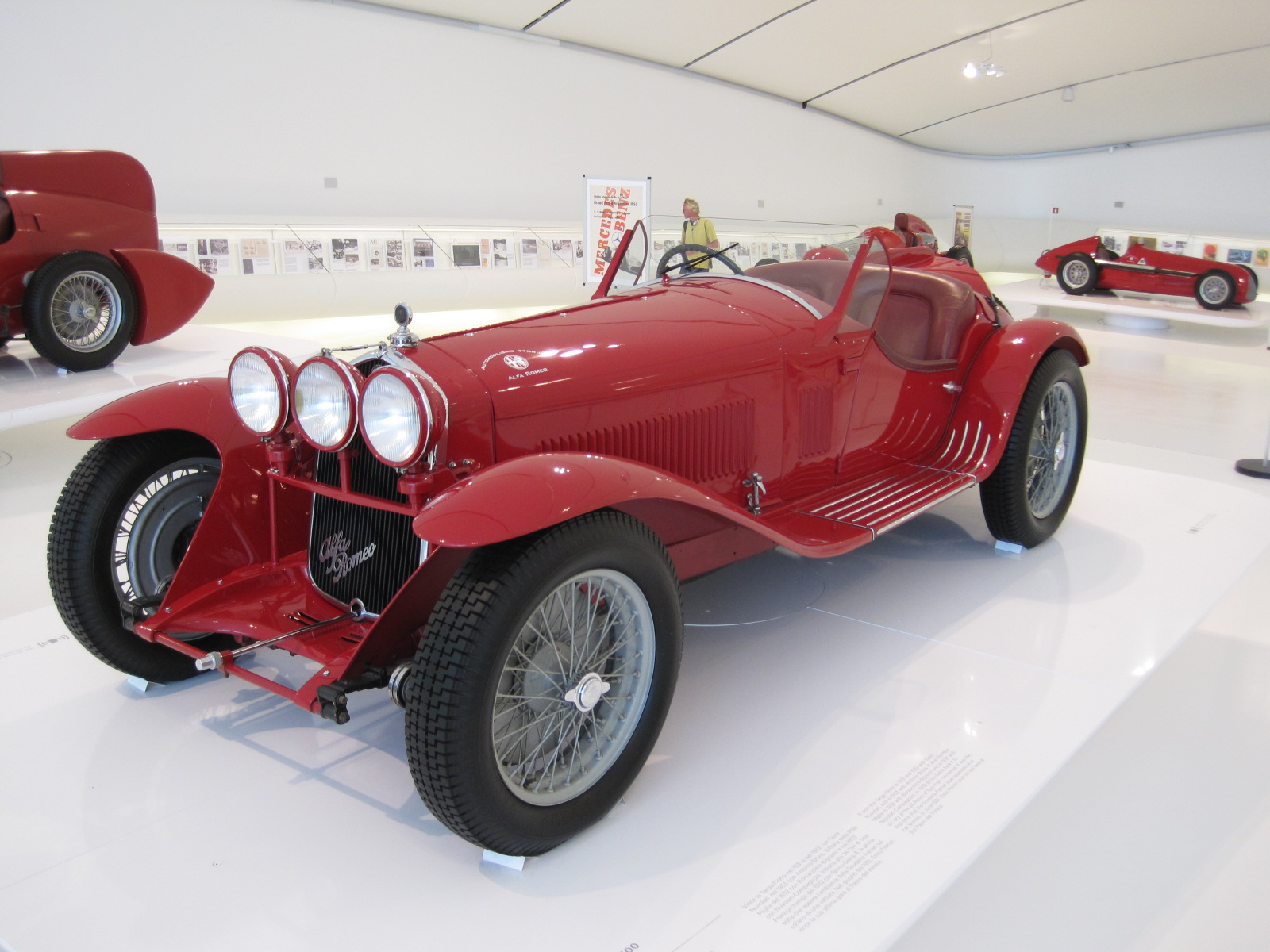
Alfa Romeo 8C 2300 Spider Corsa.
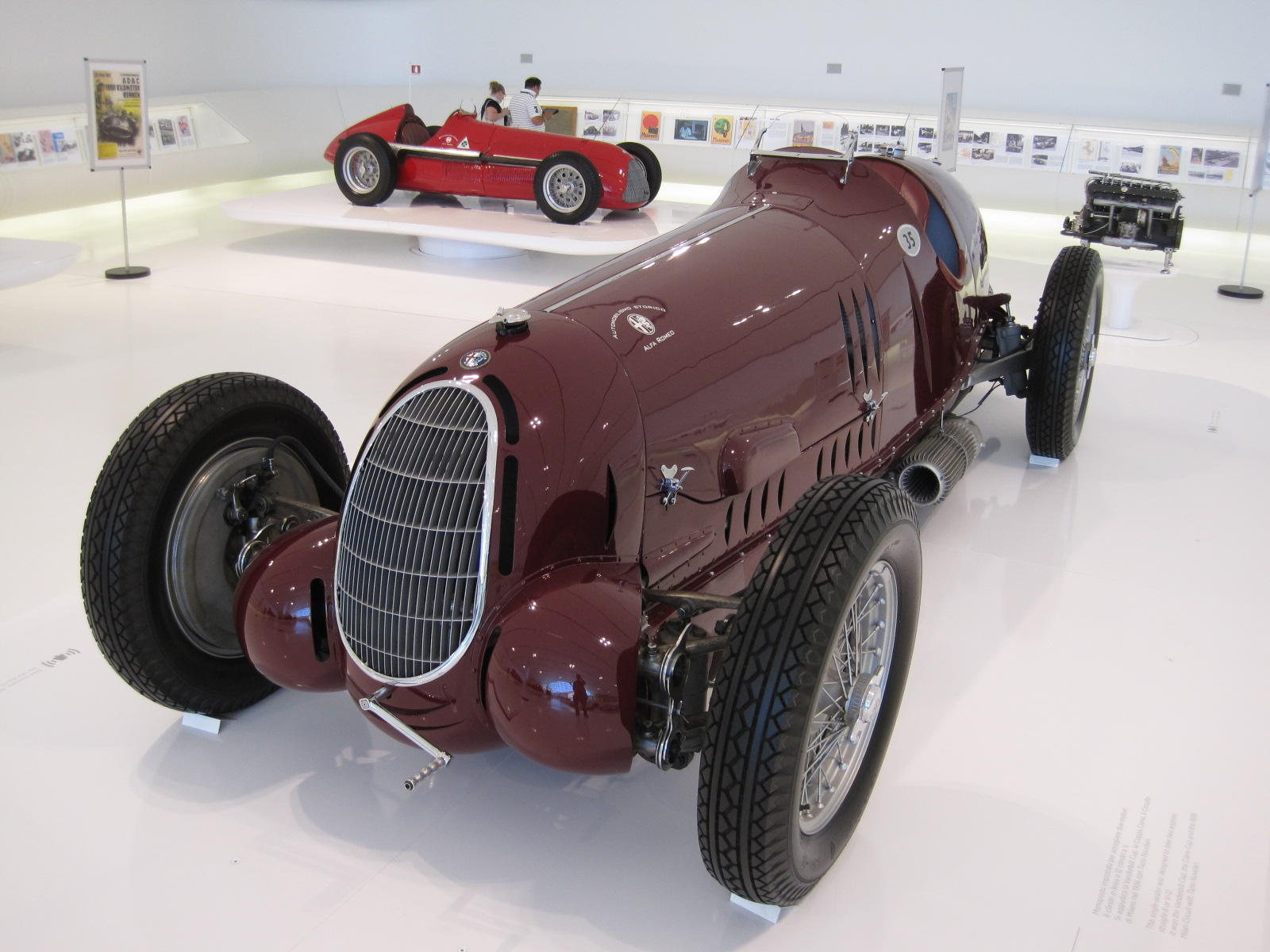
Alfa Romeo Type C.
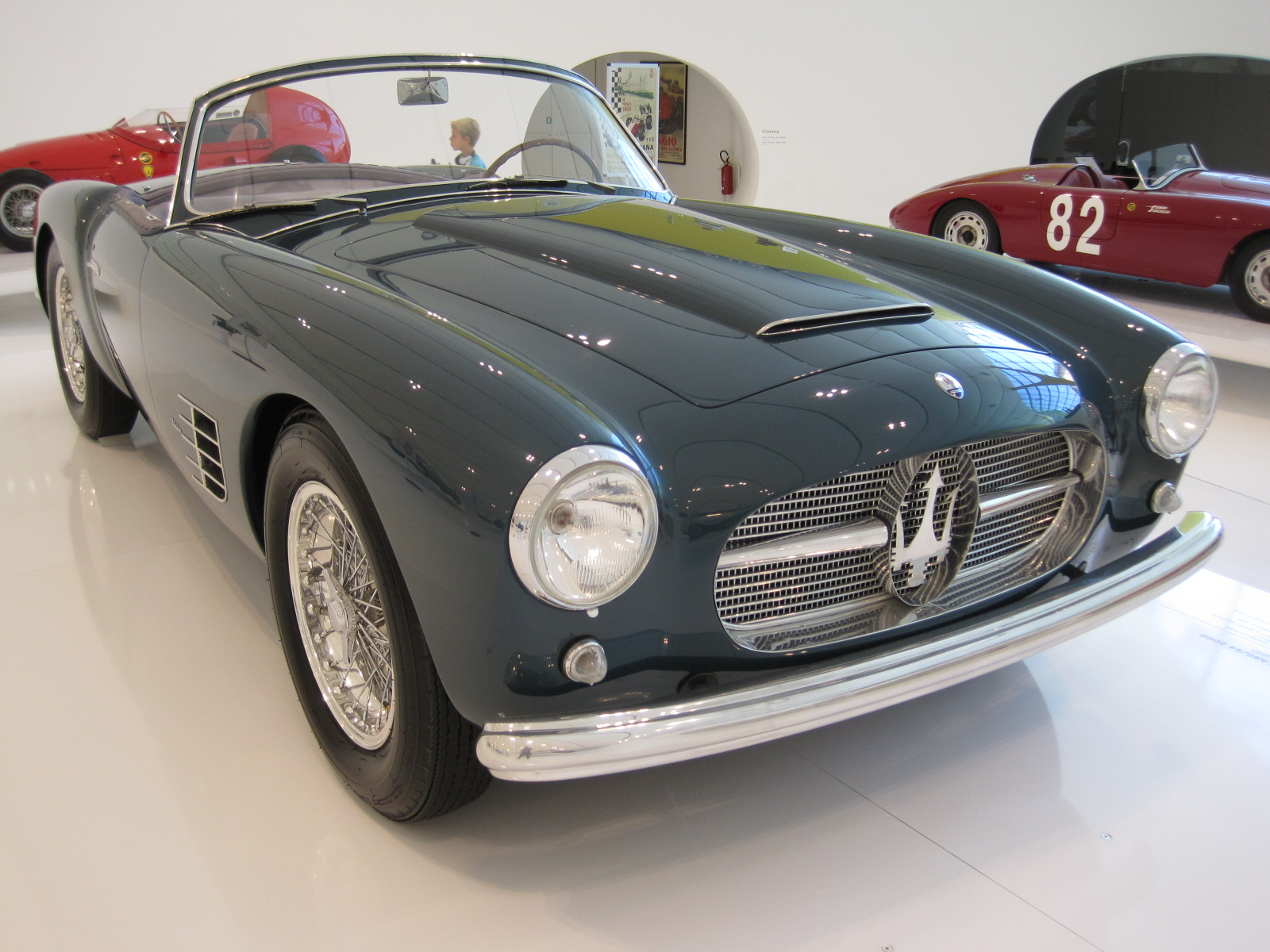
Maserati A6G/54 2000 Spider Zagato.
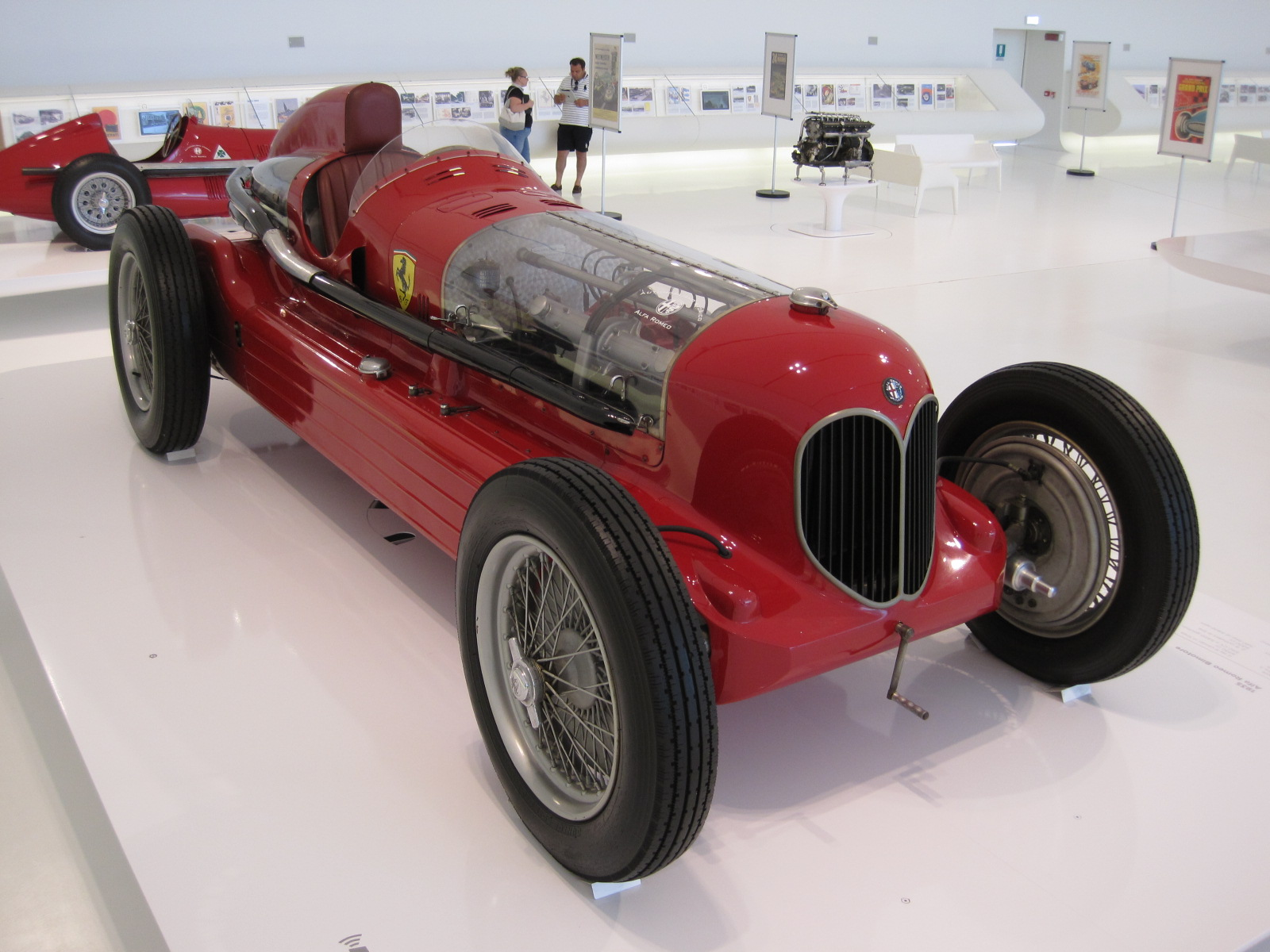
Alfa Romeo 16C Bimoteur.